# Condado de Stanton (Nebraska)
El condado de Stanton (en inglés: Stanton County), fundado en 1865 y con su nombre en honor al secretario de defensa Edwin M. Stanton, es un condado del estado estadounidense de Nebraska. En el año 2000 tenía una población de 6.455 habitantes con una densidad de población de 6 personas por km². La sede del condado es Stanton.

## Geografía
Según la oficina del censo el condado tiene una superficie total de 1116 km² (430,9 mi²), de los que 1114 km² (430,1 mi²) son tierra y 3 km² (1,2 mi²) (0,29%) son agua.

## Condados adyacentes
- Condado de Cuming - este
- Condado de Colfax - sur
- Condado de Platte - suroeste
- Condado de Madison - oeste
- Condado de Wayne - norte

## Demografía
Según el censo del 2000 la renta per cápita media de los habitantes del condado era de 36.676 dólares y el ingreso medio de una familia era de 41.040 dólares. En el año 2000 los hombres tenían unos ingresos anuales 27.969 dólares frente a los 19.428 dólares que percibían las mujeres. El ingreso por habitante era de 15.511 dólares y alrededor de un 6,80% de la población estaba bajo el umbral de pobreza nacional.

## Ciudades y pueblos
- Pilger
- Stanton